# Perambalur
Perambalur (tamilski: பெரம்பலூர்) – miasto w Indiach, w stanie Tamilnadu, stolica dystryktu Perambalur. W 2011 liczyło 49 648 mieszkańców.